# Боривітер мадагаскарський
Боривітер мадагаскарський (Falco newtoni) — вид хижих птахів родини соколових (Falconidae).

## Поширення
Вид поширений на Мадагаскарі, Коморських островах і Майотті. На Мадагаскарі поширений на більшій частині острова у саванах і болотних угіддях на висотах до 2000 м над рівнем моря. Гніздиться також на острові Альдабра (Сейшельські острови), а також зафіксований на острові Анжуан на Коморах.

## Опис
Невеликий птах, завдовжки до 30 см. Самці можуть досягати ваги від 112 до 118 грам. Вага самиць до 128 грам. Голова і потилиця самців червонувато-сірі з темними смугами. Темна смуга, схожа на вуса, йде від основи дзьоба до боків горла. Верхня частина і криючі крил каштанові з чорними плямами. Довгі махові пера чорно-коричневі. Надхвістя сіре з чорними плямами. Живіт білуватий. Груди, черевце і підкрила вкриті чорними плямами. Хвіст сірий. Всі пір'їни мають білі кінчики. Обидві статі мають шиферно-сірий дзьоб з чорним кінчиком. Восковиця жовта. Ноги яскраво-жовті або помаранчеві.

## Спосіб життя
Комахи складають більшу частину раціону мадагаскарського боривітра, на яких зазвичай полює у польоті, але також час від часу їсть дрібних птахів, жаб і ссавців. Полює на світанку або в сутінках. Гніздиться на скелях, в будівлях, в дуплах дерев або в гніздах інших птахів, наприклад Corvus albus. Відкладає чотири-шість яєць, як правило, у вересні. Насиджує самиця, яку годує самець.